# Elke Platz-Waury
Elke Platz-Waury (* 1940) ist eine deutsche Literaturwissenschaftlerin, Autorin und Professorin. Sie war langjährig Vorsitzende des Bundesvorstandes des Verbandes Hochschule und Wissenschaft (vhw) im Deutschen Beamtenbund. Sie ist verheiratet mit dem Anglisten Norbert H. Platz. 

## Beruflicher Werdegang
Elke Platz-Waury studierte in den 1960er Jahren Anglistik, Romanistik, Pädagogik und Geschichte. Nach der Promotion später wurde sie 1980 zur Professorin für Angewandte Fremdsprachen berufen. Sie ist Professorin im Ruhestand an der Hochschule Heilbronn. An der Fachhochschule Bielefeld war sie Mitglied im Hochschulrat. 

## Mitgliedschaften
Elke Platz-Waury war Mitglied im Vorstand des Deutschen Studentenwerks und acht Jahre lang dessen Vizepräsidentin und neun Jahre lang Mitglied der Kommission für studentische Angelegenheiten der Hochschulrektorenkonferenz. 16 Jahre lang war sie Mitglied der Kommission LARS – Leistungsanreizsysteme zur Verbesserung der Lehre und sie war Mitglied im BAföG-Beirat der Bundesregierung für einen Zeitraum von vier Jahren. Sie ist Gründungsmitglied und stellvertretende Vorsitzende im Verband Baden-Württembergischer Wissenschaftlerinnen, war Mitglied in der Förderkommission für Frauenforschung des Sozialministeriums Baden-Württembergs und sie ist Mitglied im Deutschen Akademikerinnenbund, deren Schriftführerin sie seit Oktober 2007 ist. 
Langjährig stand sie von 1999 bis 2011 auf Bundesebene als Nachfolgerin von Reinhard Kuhnert an der Spitze des Verbandes Hochschule und Wissenschaft (vhw), und nach wie vor ist sie die Schriftführerin der Verbandszeitschrift vhw mitteilungen. Der vhw wurde 1973 gegründet und ist die Fachgewerkschaft des dbb beamtenbund und tarifunion für den Hochschulbereich. Als Mitglied dieser Spitzengewerkschaft verfügt er über eine Mitsprache in Tariffragen sowie insbesondere über ein Anhörungsrecht. Daher sind die Bildungs- und Wissenschaftsminister auf Bundes- und Landesebene verpflichtet, den vhw in ihre Gesetzgebungsverfahren und damit in ihre Hochschulpolitik einzubeziehen. So bestanden in ihren drei Amtsperioden 1999–2011 enge Kontakte von Platz-Waury zu allen amtierenden Bundesbildungsministern sowie zu allen amtierenden Landesbildungsministern.

## Auszeichnungen
Sie ist Trägerin des Verdienstkreuzes am Bande des Verdienstordens der Bundesrepublik Deutschland in Anerkennung ihrer wissenschaftlichen und ehrenamtlichen Lebensleistung.

## Werke (Auswahl)
- Drama und Theater, Tübingen: Narr, 1999, 5., vollst. überarb. und erw. Aufl., ISBN 3-87808-922-8.
- Moderne englische Lyrik, Interpretation und Dokumentation, Heidelberg: Quelle und Meyer, 1978, ISBN 3-494-02091-4.
- Jonsons komische Charaktere: Unters. zum Verhältnis von Dichtungstheorie u. Bühnenpraxis. Nürnberg: H. Carl, 1976, ISBN 3-418-00056-8 (= Dissertation Universität Erlangen-Nürnberg).